# Szczepionka przeciw wirusowi brodawczaka ludzkiego

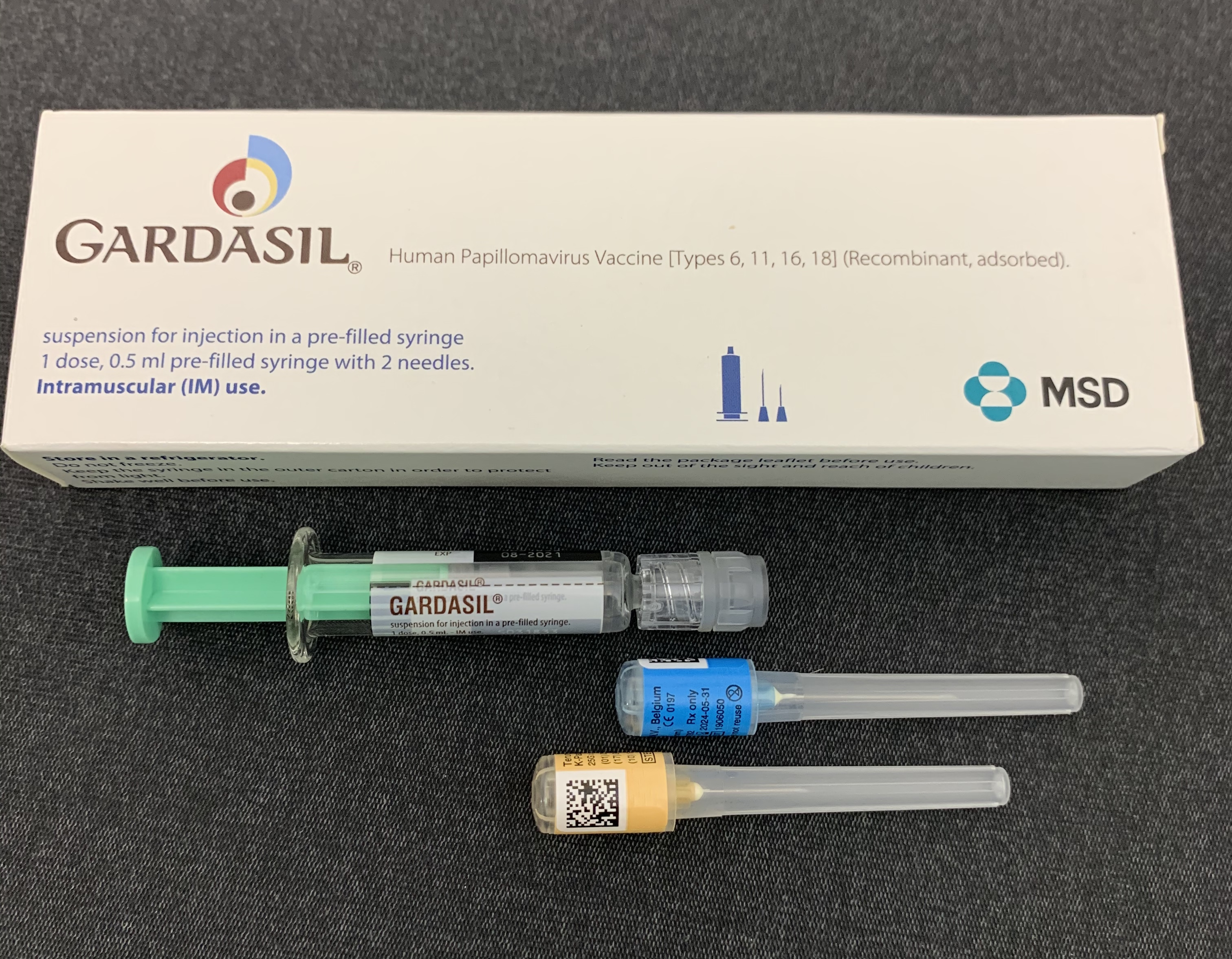
Szczepionka Gardasil

Szczepionka przeciw wirusowi brodawczaka ludzkiego – jest to szczepionka przeciwko wirusom HPV 16 i 18 (szczepionka dwuwalentna i czterowalentna), czyli najbardziej onkogennymi typami wirusa, odpowiedzialnymi za zwiększone prawdopodobieństwo zachorowania na raka szyjki macicy i raka prącia, oraz przeciwko wirusom HPV 6 i 11 (tylko szczepionka czterowalentna), odpowiedzialnymi za powstawanie kłykcin kończystych.
Szczepionka jest skuteczna tylko u osób, które nie są zakażone wirusami HPV, których antygeny znajdują się w szczepionce, dlatego najskuteczniejsza będzie u osób, które nie rozpoczęły jeszcze współżycia seksualnego. Aby organizm wytworzył odpowiednią ilość przeciwciał musi zostać ona podana trzykrotnie.
Szczepionkę można podawać również mężczyznom, aby zapobiec zakażeniu ich wirusem HPV a tym samym zmniejszyć prawdopodobieństwo zachorowania na raka prącia, kłykciny kończyste, a ich partnerki seksualne na raka szyjki macicy i kłykciny kończyste. Aby organizm wytworzył odpowiednią ilość przeciwciał, również musi zostać ona podana trzykrotnie.

## Dostępne preparaty
Pierwsza szczepionka została zarejestrowana w USA w 2006 roku przez amerykańską firmę Merck & Co. pod nazwą Gardasil i wyceniona na 360 dolarów za dawkę. W Polsce pojawiła się w listopadzie 2006 jako Silgard. Szczepionka ta (czterowalentna) powoduje odporność na zakażenie wirusami HPV typu 6, 11, 16 oraz 18. Typy 16 i 18 są odpowiedzialne w 70% przypadków za rozwój raka szyjki macicy. Typy 6 i 11 powodują brodawki narządów płciowych (kłykciny kończyste).
Od 2007 roku dostępna jest również na rynku druga szczepionka - o nazwie Cervarix firmy GlaxoSmithKline. Szczepionka ta (dwuwalentna) zapewnia 100% skuteczności w zapobieganiu zmianom przedrakowym wywołanym przez HPV 16 i 18, nie zapewnia jednak ochrony przed typami wirusa 6 i 11 powodującymi kłykciny kończyste. 
Szczepionka ta przeznaczona jest dla pacjentów powyżej 10. roku życia. Szczepionka została przebadana również wśród kobiet, które miały kontakt z wirusem HPV.
Nie wiadomo, jak długo poziom przeciwciał utrzymuje się u pacjenta po podaniu szczepionki. Zawiera ona adiuwant AS04, który warunkuje silniejszą i trwalszą odpowiedź immunologiczną niż taki sam preparat zawierający jedynie standardowy wodorotlenek glinu.
Oba preparaty podaje się domięśniowo (w mięsień naramienny) w trzech dawkach (Silgard: 0-2-6 miesiąc, Cervarix 0-1-6 miesiąc).